# سليمة بن مالك
هو سليمة بن مالك بن فهم الدوسي وهذا نسبه: سليمة بن مالك بن فهم بن غَنْم بن دوس بن عدثان بن عبدالله بن زهران (المصدر) رحل عن بلاد العرب إلى بلاد فارس وتقلد حكمها عام 300 قبل الميلاد تقريباً و هو جد بلوش كرمان القفص والبلوص الذين تحالفوا مع اليمانية من علاف ويقال انه جد قبيلة البلوش. كان حاكم كرمان ومكران وسجستان واغلب بلاد فارس 

## حياته
جاء مالك بن فهم الدوسي وعشيرته من أرض دوس إلى منطقة في عُمان وكان أول من قدم إلى عُمان وله عشر من الذكور وعند نزوله قاتل الفرس وكان عدد مالك وقومه حينئذ ستة ألاف شخص والفرس كان عددهم عشر ألاف ولكن لم يكتب النصر لمالك، ولكنه عاد وقاتل بجيش قوامه عشر ألاف وكان الفرس عددهم أربعين ألف فطرد الفرس منها وحكمها مع أولاده وعشيرته. ولما علم الملك (عثمان بن عمران) ملك عُمان حين ذاك، وعلم شجاعته وسيرة أسرته وتغلبه على الفرس فعرض عليه الزواج من ابنته بشرط إن ابنه الذي سيأتي من ابنة الملك عثمان هو من سوف يحكم عُمان وليس أبناؤه الآخرون، وتزوجها وأنجب منها سليمة بن مالك وكان مالك بن فهم يُعلم ابنه سليمة في صغره الرمي والفروسية إلى أن تعلم وكبر، واشتد عضده فكان يحرس في نوبته.

## قتل سليمة لأبيه مالك بن فهم
اتخذ من أولاده حرساً له حيث كان يحرسه في كل ليلة واحداً منهم وكان يحب أصغر أولاده سليمة ويخصه بالعناية ويعلمه الرماية.
لما بلغ حسد أخوته مكانة كبيرة قام نفر منهم إلى أبيهم، فقالوا: يا أبانا إنك قد جعلت أولادك يحرسون بالنوبة وما أحد منهم إلا قائم بما عليه ما خلا سليمة، فإنه اضعف همة وأعجز منة وإنه إذا جنه الليل في ليلته يعتزل عن الفرسان ويتشاغل بالنوم والغفول عما يلزمه، إلا ان مالك لم يقتنع بذلك، ورد الأبناء المحاولة حتى ملأ الشك قلبه.
فقرر مالك بمراقبة أبنه في نوبته، وقد كان سليمة على رأس الفرسان يحرس إلى ان جنهم الليل فبينما هو كذلك إذ أقبل مالك في جوف الليل متخفيا لينظر فعل سليمة، فأنتبه سليمة من صهيل خيله وهي تصهل بقدوم دخيل ففوق سهمه في كبد قوسه، فأحس مالك بذلك فنادى يا بني لا ترم أنا أبوك. فقال سليمة يا أبت قد ملك السهم قصده، فأصاب مالكاً في قلبه، فقال مالك قبيل موته جراء تلك الرمية:
والحكمة من ذلك أن مالكا أراد أن يعطي سليمة فرصة للهروب من عقاب إخوانه عندما طلب رثائه حولا كاملا ثم محاسبة سليمه.
وقال سليمة في ذلك ندما على رمايته لأبيه:
ولما رأى سليمة أنه قتل أباه من غير قصد، خاف على نفسه من أخوته، فأعتزلهم وأجمع أمره على الخروج من بينهم إلا ان أخاه هناء بن مالك ووجوه القوم كرهوا عليه الخروج وكان متخوفاً من أخيه معن بن مالك. فقال سليمة أني لا أستطيع المقام بينكم وقد قتلت أبي وأخاف ان يأتيني من أخي معن ما أكره، فقال هناء أنا ادفع الدية لمعن فوافق معن وأخذ الدية لكنه سرعان ما أكل الدية وبدأ يبايع عليه سفهاء قومه، وبلغ ذلك سليمة فأقسم أنه لا أقام بأرض عُمان، فأجمع رأيه على ركوب البحر مع نفر من قومه، وقطع البحر حتى وصل بأرض فارس (بر جاسك) وأقام وسكن في جاسك كهنة (مكران) وتزوج فيها، وتزوج من أخرى في منوجان (كرمان).
وأن سليمة ذات يوم بين حاشيته، إذ تذكر أرض عُمان وانفراده عن أخوته وقومه وما كان فيه من عز وسلطان فأنشد يقول:
وأنشأ ابنه هناء بن مالك يرثيه ويقول شعراً:

## حكم سليمة بن مالك بلاد فارس
غادر إلى منطقة كرمان واقام عند ملوكها وانتسب لديهم وذكر لهم ان والده ملك العرب وان اخوته حسدوه لحظوته عند والده الامر الذي انتهى بمقتل والده خطأ.
فعرفوا ذلك ورحبوا به واكرموه لفصاحته وجماله
وكان عليهم ملكٌ ظالمٌ من اولاد دارا بن دارا بن بهمن ياخذ كل عروس غصبا فيصيبها قبل زوجها ومن ثم يتركها وهذا ديدنه فبلغت بهم الذلة والمعرة وبلغ بهم الحنق مبلغا عظيما فشرحوا ذلك الامر للامير سليمة الدوسي فقال لهم أنا أنهي هذا الامر وأريحكم منه فقالوا له إننا نحاول من سنين ولم نستطع لكثرة الحرس والجيش والحصانة فقال أجمعوا امراءكم ووجهاءكم وأصحاب الحل والعقد وغدا نجتمع في مكان كذا وفعلا حضروا وقال لهم أنا أخلصكم من هذا الطاغية بشروط وهي كالتالي :
كان أول شرط له ان تبايعونني ملكاً على كرمان وتوابعها وثانياً ان يكون الملك لاولادي من بعدي وليس لاحد منكم وان تؤول الغلال والجباية لي وان انتخب وزرائي ورجال حاشيتي باعداد انا اقدرها وتكون من الجنس العربي أو مماختاره انا وان تزوجوني من عقائل نسائكم واحسنهن نسباً وشرفاً
فلما سمعوا هذه الشروط مكثوا وقتاً يتشاورون بين رافض ومؤيد فقال كبيرهم إن كان فيكم من يستطيع
فلم يجبه أحد فوافقوا جميعاً وبايعوه على قتل الملك فقال لهم اعلنوا عرسا في يوم كذا وانا ساخبي سلاحي بدواخلي وادخل عليه كعروس فاذا دخلت واقفل الحراس الابوب قتلته فكونوا مستعدين لذلك واحشدوا جيشكم وسلاحكم وإذا خرجت لكم فابداو الهجوم وفعلا زفت العروس سليمة واغلقت الابواب ومال الملك ليقبل عروسه فعاجله سليمة بطعنة قوية في خاصرته ثم اردفها باخرى في لبه فخر الطاغية كالثور له خوار يتخبط في دمائه
ثم قام سليمة فخلع الثياب التي عليه ولبس من لباس الملك واخذ لامته وسلاحه واحتز راسه وبقي حتى الصباح
وجاء الحرس الخاص وفتحوا الباب على الملك وتواروا ينتظرون الاوامر فانقض عليهم سليمة وجندلهم جميع واعتلى شرفة القصر ورمى بجثة الملك وبرأسه
فهالهم شان الأمير العربي ودخلو بسلاحهم واحتلو القصر بعد ان قتلو الحرس المتواجدين حول القصر واخذو جثة الملك وسحبوها في ارجاء المدينة وبايعوا سليمة الدوسي ملكا عليهم
ومكنوه من الاقاليم والثغور وعلى كل الشروط وزفوا اليه عروسه من أهل النسب
فاقام فيهم دهراً ورزق 10 اولاد وهم سعد ومخاشن واسد وحماية وعبد واسود ورواحه وكلاب وعثمان ومالك
وتولى الملك سليمة في ذلك القصر بمعونة أعيان البلاد حتى عاش فيهم هماما ممنعا إلى أن حسدوه، فقالوا: إلى متى يملكنا هذا العربي، وهموا بمناوأته، وهناك استصرخ أخاه هناءة بن مالك ملك عُمان فكتب له:
فلبى نداءه وأرسل إليه مقاديم الرجال، حتى نزلوا أرض كرمان، فاهتزت لهم أرجاؤها، وقام لنزولهم دهش الفرس، فبدل أن يزيلوا سليمة عن الكرسي أصبح سليمة يهددهم في عقر دارهم قاهرًا عليهم، وقد طردهم أبوه من عُمان ودقهم دق العصف، فصار سليمة يطأ على أنوفهم سلطاناً عليهم حتى مات هناك بأرض كرمان.
وبعد فترة من الزمن ليست بالقصيرة وافاه الاجل المحتوم ودفن بكرمان وتولى بعده ابنائه ولكن الامر وصل إلى التحاسد بينهم ودخول الغرباء
فعاد الملك للفرس وتفرق الأبناء وحواشيهم في الامصار وزال ملكهم وبعضهم توجه إلى عمان والبعض امروا على ممالك صغيرة في نواحي فارس.
قال الإمام «ومنهم الجلندي بن كركر أي من ذراريهم»، قال:«وقد ملك عُمان من ولده للصفاق وتسلسل من ذراريه ملوك»، قلت: لم أدر متى كان ملك الصفاق ولكن لا يستغرب ذلك، فإن أخبار العرب في الجاهلية مشهورة الغموض بإجماع أهل العلم والأدب، وخصوصًا في عُمان فإن الأمية في العرب شهد بها القرآن، فلا يستغرب إذا ذهبت عنا أخبارهم، ولعله تملك في الآونة الأخيرة وهي الأيام التي زال فيها الملك عنهم إلى بني الجلندي، فإنه وقع بينهم خلاف وشقاق، وتلاشت الأمور ولكل شيء غاية ينتهي إليها.
قال الإمام:«وجمهور بني سليمة بأرض فارس وكرمان أكثر منهم بعُمان، ولكنهم اندمجوا فيهم فلا يستطاع إخراجهم، والذين جاءوا عُمان من ذراري سليمة أقليتهم فتناسلوا فيها».